# Temple de la Littérature de Mao Điền
Pour les articles homonymes, voir Temple de la Littérature.
Le temple de la Littérature de Mao Diên (vietnamien : Văn miếu Mao Điền) est un temple confucéen situé dans la province de Hải Dương à une quinzaine de kilomètres de la ville de Hải Dương qui se trouve dans le delta du fleuve Rouge au nord du Viêt Nam. Le temple est construit dans la commune rurale de Cam Djien (district de Cẩm Giàng) sur la route de Hanoï à Haïphong. Il a été fondé au milieu du XVe siècle et plusieurs fois reconstruit. Le temple outre sa fonction religieuse avait pour but de former les futurs mandarins.
Un cantonnement français s'y installe en 1948 pendant la guerre d'Indochine ce qui provoque des dégâts et l'endroit subit des bombardements.
Le comité central du parti communiste et le gouvernement local de la province de Hai Duong décident de sa restauration en 2002, le sauvant ainsi de la ruine. Le temple restauré est inauguré en 2004.
Le temple est constitué de plusieurs édifices et d'un vaste jardin. Une fête annuelle s'y tient en février du mois lunaire. 